# Olympische Jugend-Winterspiele 2012/Teilnehmer (Usbekistan)
| Gelbes Symbol für Goldmedaillen mit stilisierten Olympischen Ringen | Graues Symbol für Silbermedaillen mit stilisierten Olympischen Ringen | Braundes Symbol für Bronzemedaillen mit stilisierten Olympischen Ringen |
| ------------------------------------------------------------------- | --------------------------------------------------------------------- | ----------------------------------------------------------------------- |
| —                                                                   | —                                                                     | —                                                                       |

Usbekistan nahm an den Olympischen Jugend-Winterspielen 2012 in Innsbruck mit einem Athleten in einer Sportart teil.

## Sportarten

### Ski Alpin
| Athleten            | Wettbewerb   | Durchgang 1 | Durchgang 2        | Gesamt             | Gesamt             |
| Athleten            | Wettbewerb   | Zeit        | Zeit               | Zeit               | Rang               |
| ------------------- | ------------ | ----------- | ------------------ | ------------------ | ------------------ |
| Jungen              |              |             |                    |                    |                    |
| Arkadiy Semenchenko | Super-G      |             |                    | 1:17,50 min        | 40                 |
| Arkadiy Semenchenko | Riesenslalom | DNF         | nicht qualifiziert | nicht qualifiziert | nicht qualifiziert |
| Arkadiy Semenchenko | Slalom       | 54,44 s     | 49,94 s            | 1:44,38 min        | 31                 |
| Arkadiy Semenchenko | Kombination  | 1:14,30 min | DNF                | -                  | -                  |